# Inmigración alemana en Entre Ríos

Bandera alemana, actualmente el 35% de la población de Entre Ríos tiene ascendencia alemana

La inmigración alemana en la provincia de Entre Ríos forma parte del amplio proceso migratorio que tuvo lugar en Argentina durante los siglos XIX y XX. Este fenómeno incluyó tanto a alemanes del Imperio Alemán como a alemanes del Volga, alemanes suizos, menonitas, y alemanes rusos, quienes se establecieron principalmente en zonas rurales del territorio entrerriano.
La llegada de estos inmigrantes fue incentivada por la política colonizadora del gobierno nacional tras la sanción de la Constitución Argentina de 1853, que promovía la inmigración europea para poblar el interior del país. Entre Ríos, bajo la gobernación de Justo José de Urquiza, se convirtió en una de las primeras provincias en organizar colonias agrícolas de inmigrantes europeos, entre las que destacaron los contingentes germanoparlantes.
Los alemanes que se asentaron en Entre Ríos fundaron diversas localidades, contribuyeron al desarrollo agrícola, conservaron su idioma, religión y tradiciones, y dejaron una profunda huella cultural que perdura hasta la actualidad.

## Historia

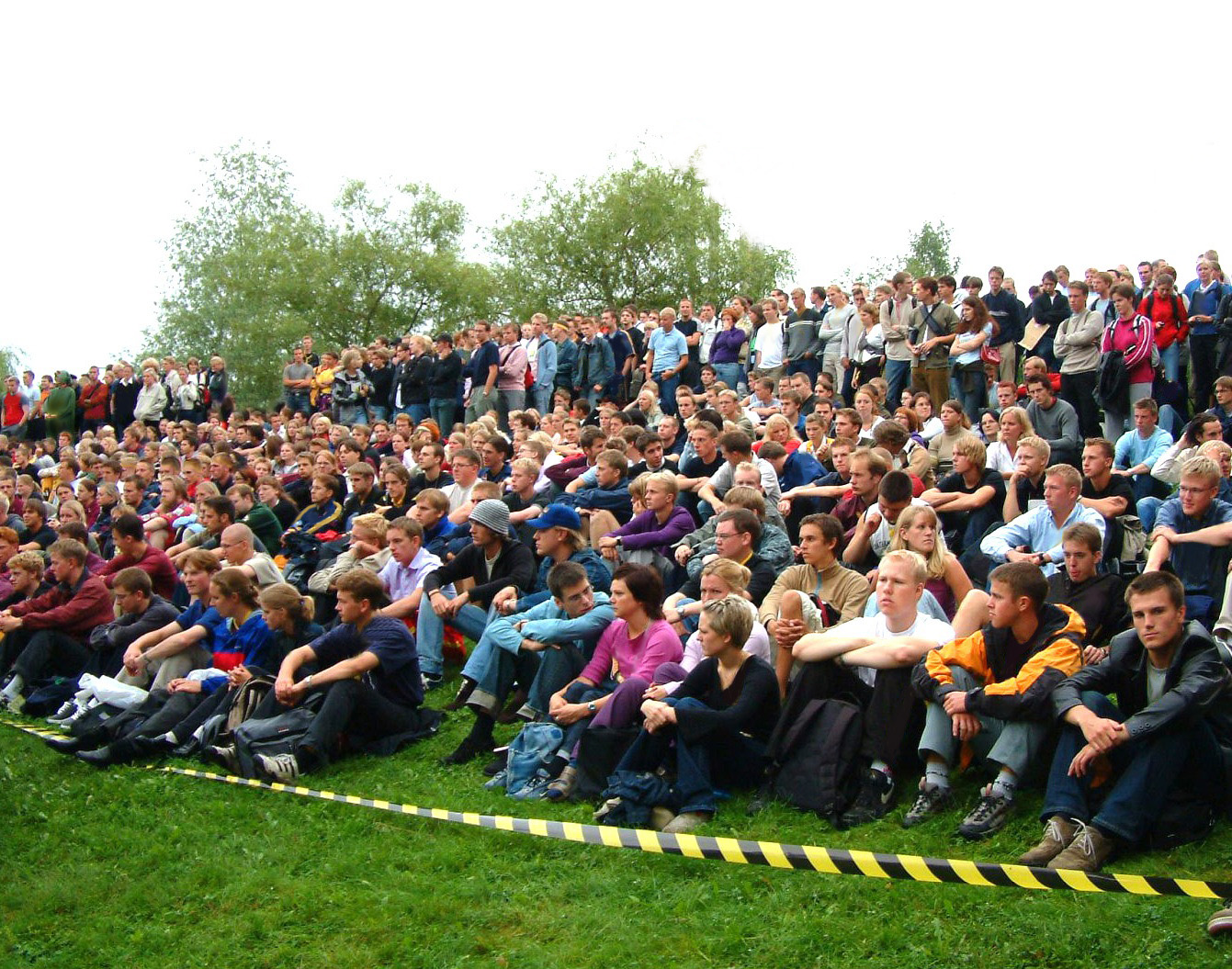
Jóvenes de Crespo, Entre Ríos. En esta ciudad, la mayoría de los argentinos son descendientes de alemanes del Volga.

La inmigración alemana en la provincia de Entre Ríos constituye uno de los procesos migratorios más relevantes y duraderos dentro de la historia de la colonización agrícola argentina. Desde mediados del siglo XIX, y de manera sostenida hasta bien entrado el siglo XX, miles de familias de origen alemán arribaron a estas tierras, provenientes tanto de regiones del actual territorio alemán como de asentamientos germánicos en Europa Oriental, especialmente de las colonias alemanas establecidas en la cuenca del río Volga, en Rusia. Su llegada no fue un fenómeno aislado, sino parte de una estrategia impulsada por el Estado nacional y los gobiernos provinciales para poblar zonas rurales, fomentar la producción agropecuaria y consolidar la identidad nacional a través de la incorporación de población europea trabajadora y devota.
La provincia de Entre Ríos, gobernada en esa época por el general Justo José de Urquiza, fue pionera en aplicar políticas activas de colonización. A través de la cesión de tierras fiscales, la organización de colonias agrícolas mixtas y la promoción directa en Europa, el gobierno provincial logró atraer a contingentes de inmigrantes suizos, franceses, italianos y alemanes, quienes se establecieron en colonias como San José (1857), la primera fundada en tierras urquicistas, que sirvió como modelo para las siguientes. Desde un comienzo, aunque en menor número, los alemanes estuvieron presentes en este mosaico europeo. Se trataba, en esta etapa inicial, de colonos de origen germánico procedentes principalmente de Alsacia, Baden, Württemberg y Suiza alemánica, que practicaban mayoritariamente la fe protestante, aunque también arribaron católicos.
A partir de 1870, el flujo migratorio se intensificó. La unificación del Imperio alemán, los procesos de industrialización desigual, la presión demográfica en zonas rurales y las guerras franco-prusianas fueron factores que empujaron a muchas familias a buscar oportunidades en el exterior. A esto se sumó la promulgación de la Ley de Inmigración y Colonización en Argentina en 1876, que ofrecía pasajes subsidiados, tierras a bajo costo y una recepción organizada por parte del Estado nacional. En este contexto, Entre Ríos volvió a destacarse como destino prioritario por su disponibilidad de tierras, la presencia de colonias previas ya consolidadas y una infraestructura básica en expansión.
Sin embargo, fue entre fines del siglo XIX y principios del siglo XX cuando se produjo el arribo más masivo de inmigrantes de origen alemán a Entre Ríos, especialmente de los llamados alemanes del Volga, que llegaron en grandes oleadas a partir de 1878. Estos eran descendientes de colonos alemanes que habían emigrado a Rusia en tiempos de Catalina la Grande (1763), instalándose a orillas del río Volga bajo un régimen de exenciones fiscales, libertad religiosa y autogobierno. Durante más de un siglo, desarrollaron una vida rural autónoma y profundamente tradicionalista. Pero las reformas del zar Alejandro II, que limitaron sus privilegios y los obligaban al servicio militar, motivaron una nueva diáspora hacia América, especialmente hacia Estados Unidos, Brasil y Argentina.
Argentina, por entonces gobernada por Nicolás Avellaneda y luego Julio A. Roca, los recibió con los brazos abiertos. En Entre Ríos, se establecieron decenas de aldeas fundadas exclusivamente por alemanes del Volga, tanto católicos como evangélicos. Estas comunidades, de estructura aldeana y profundamente conservadoras, mantuvieron su idioma, sus costumbres, su fe, su arquitectura rural y su organización comunitaria de forma notable durante generaciones. En aldeas como San Antonio, Santa Anita, Aldea Salto, San Juan, Brasilera o Protestante, la vida giraba en torno a la familia, la iglesia, la escuela bilingüe, la agricultura de autosubsistencia y la solidaridad intercomunitaria.
A lo largo del siglo XX, estas colonias experimentaron profundas transformaciones. Si bien al comienzo conservaron una fuerte identidad germánica, con uso cotidiano del idioma alemán, celebraciones religiosas en esa lengua y transmisión cultural oral, los procesos políticos y sociales nacionales impulsaron gradualmente su integración. La Primera y especialmente la Segunda Guerra Mundial colocaron a las comunidades alemanas en una posición delicada. A pesar de que la mayoría de los alemanes del Volga en Entre Ríos estaban totalmente desvinculados de cualquier ideología extremista, el contexto internacional llevó al Estado argentino a prohibir la enseñanza en alemán, cerrar escuelas confesionales y vigilar las actividades de asociaciones culturales germanas.
A pesar de estas tensiones, las comunidades no se disolvieron. Por el contrario, muchas consolidaron su lugar en el entramado productivo y social entrerriano. Se modernizaron, adoptaron nuevas tecnologías agrícolas, fundaron cooperativas de producción, organizaron ferias rurales y enviaron a sus hijos a estudiar a ciudades mayores. La lengua alemana, si bien comenzó a ceder ante el castellano, siguió hablándose en el hogar y en las iglesias hasta bien entrado el siglo XXI, especialmente entre los mayores.
Hoy en día, el legado de la inmigración alemana en Entre Ríos sigue siendo visible y tangible. En la arquitectura de las aldeas, en la gastronomía típica (pan casero, embutidos, tortas centroeuropeas), en las fiestas populares como la Kerb, en los nombres de familias, en los cementerios bilingües, en los templos evangélicos luteranos o católicos con raíces germánicas, y en el surgimiento de una identidad local que combina el criollismo argentino con elementos del viejo mundo alemán. Varias instituciones culturales, como museos regionales, escuelas bilingües, archivos y asociaciones, se dedican hoy a conservar esa herencia, con un renovado interés por parte de los jóvenes descendientes.
La inmigración alemana no solo transformó la demografía y la economía de Entre Ríos, sino que dejó una marca indeleble en su identidad. Es un testimonio de cómo, a través de la integración respetuosa y la perseverancia cultural, una comunidad migrante puede contribuir al desarrollo de una región y convertirse en parte integral de su historia.
| Periodo   | Número de llegados |
| --------- | ------------------ |
| 1853-1870 | 4.000              |
| 1870-1890 | 8.000              |
| 1890-1914 | 15.000             |
| 1914-1930 | 6.000              |
| 1930-1945 | 2.000              |
| 1946-1960 | 3.000              |
| 1960-2000 | 1.500              |
| Total     | +39.000            |

## Primera etapa (1853–1875)
La primera gran oleada de inmigración alemana a la provincia de Entre Ríos se desarrolló entre 1853 y 1875, en el contexto de las políticas de colonización agrícola impulsadas por el gobierno nacional argentino y, en particular, por el gobernador y luego presidente Justo José de Urquiza. Esta etapa fue clave para sentar las bases del poblamiento germano en la región, en aldeas rurales organizadas bajo sistemas cooperativos, donde la religión, el idioma y las tradiciones jugaron un papel esencial en la conformación de la identidad local.

### Contexto político y social
Luego de la sanción de la Constitución Nacional de 1853, la Argentina adoptó una postura oficial de apertura a la inmigración europea. El artículo 25 de la carta magna alentaba expresamente la llegada de extranjeros, y esta política fue acompañada por medidas concretas: concesiones de tierras, beneficios impositivos y apoyo logístico. En este marco, Urquiza, desde su residencia en el Palacio San José, en el centro-oeste de Entre Ríos, se convirtió en uno de los mayores promotores del poblamiento europeo, firmando contratos con agentes colonizadores para traer familias alemanas, suizas, francesas y belgas.
Entre Ríos ofrecía condiciones propicias: tierras fértiles, ríos navegables y una baja densidad poblacional. Se buscaba el desarrollo de una economía agrícola moderna que superara el antiguo modelo de las estancias ganaderas. La colonización, entonces, era vista como un mecanismo para civilizar, poblar y consolidar políticamente el territorio entrerriano.

### Origen de los inmigrantes alemanes
Los inmigrantes alemanes que arribaron en esta primera etapa provenían de distintas regiones:
- En su mayoría eran alemanes del Volga, descendientes de germanos establecidos en Rusia bajo el reinado de Catalina la Grande, a mediados del siglo XVIII.
- Otros provenían directamente del Reino de Prusia, Baden, Alsacia, Baviera, Renania, y territorios de habla alemana hoy pertenecientes a Suiza y Austria.
- Algunos también provenían de la Confederación Germánica, disuelta en 1866, lo que generó inestabilidad política en la región y favoreció la emigración.

Muchos de ellos eran campesinos luteranos o menonitas, otros católicos, que huían de la pobreza, la falta de tierras, los conflictos religiosos o las guerras como la guerra austro-prusiana (1866) y la guerra franco-prusiana (1870–1871).

### Asentamiento y fundación de colonias
Durante este periodo se fundaron varias colonias en Entre Ríos bajo sistemas organizados, en algunos casos gestionadas por el Estado y en otros por empresas colonizadoras privadas:
- Colonia San José (1857): Fue la primera colonia agrícola organizada en la provincia, fundada con 130 familias europeas, entre ellas muchas de origen alemán. Recibieron 24 hectáreas por familia, además de animales y herramientas.
- Aldea Protestante (1860): Fundada por alemanes luteranos llegados con pastores religiosos que organizaron templos, escuelas y comunidades cooperativas.
- Aldea Salto, Aldea San Rafael, Aldea Brasilera y Aldea Spatzenkutter (década de 1870): Todas en las cercanías de Diamante y San José, creadas por inmigrantes alemanes del Volga y otros germanos protestantes.

Estas aldeas se caracterizaron por la construcción de casas de adobe y madera, el uso del idioma alemán en la vida cotidiana y en la educación, y una profunda religiosidad que permeaba sus costumbres. Conservaban sus trajes típicos, gastronomía y formas de organización social, lo que dio lugar a una microcultura germano-entrerriana única que perdura hasta hoy.

### Números y estadísticas
Según registros del Ministerio del Interior y Colonización y el Archivo General de la Nación, entre 1853 y 1875 llegaron a Entre Ríos alrededor de 7.500 a 8.200 inmigrantes alemanes, distribuidos de la siguiente forma:
- 1857-1862: Alrededor de 1.500 inmigrantes, la mayoría con destino a Colonia San José.
- 1863-1869: Ingreso progresivo de 3.000 a 3.500 personas, organizadas en pequeños contingentes.
- 1870–1875: Nueva oleada influida por la unificación alemana y las guerras europeas; se estima la llegada de 2.500 a 3.200 inmigrantes, principalmente a Aldea Protestante, Aldea Spatzenkutter y Aldea Brasilera.

Estas cifras están respaldadas por el Censo Nacional de 1869, que registró a 5.428 personas nacidas en Alemania residiendo en Argentina, de las cuales una gran proporción vivía en colonias entrerrianas. Para 1875, fuentes provinciales estiman que alrededor del 18% de la población colonizadora de Entre Ríos era de origen alemán.

### Características sociales y culturales
Los inmigrantes alemanes de esta etapa aportaron no solo una nueva dinámica agrícola, sino también un modelo comunitario basado en la disciplina, el ahorro, el trabajo colectivo y la educación religiosa. Se fundaron escuelas parroquiales con enseñanza en alemán, se establecieron iglesias luteranas y católicas, y se transmitieron costumbres como la celebración del Kerb (fiesta patronal), la música de acordeón, las danzas tradicionales y la gastronomía típica (como el chucrut, las salchichas, el pan negro y la cerveza artesanal).

## Segunda etapa  (1875–1914)
Durante el período comprendido entre 1875 y 1914, la inmigración alemana en la provincia de Entre Ríos atravesó una etapa de consolidación, crecimiento demográfico y expansión territorial, consolidando un entramado cultural, agrícola y religioso que perdura hasta hoy. Esta fase se caracterizó por una llegada constante de alemán-parlantes provenientes de diversas regiones de Europa Central, incluidos alemanes del Volga, alemanes suabos, alemanes del Danubio, suizos alemanes y alsacianos.

### Contexto general
Tras el éxito relativo de las primeras colonias agrícolas en la década de 1850 y 1860 (como San José y las Aldeas Protestantes), el gobierno nacional argentino impulsó nuevas políticas migratorias bajo la presidencia de Nicolás Avellaneda (1874-1880), basadas en la Ley de Inmigración y Colonización de 1876. Esta legislación fomentó la inmigración europea “laboriosa” con la promesa de tierras, libertad religiosa y apoyo para el arraigo rural. Entre los beneficiados estuvieron los colonos alemanes, tanto católicos como protestantes, muchos de los cuales ya tenían vínculos familiares o redes previas en Entre Ríos.
El flujo migratorio se intensificó desde el Imperio alemán, el Imperio austrohúngaro y Rusia, especialmente desde las regiones del Volga, Besarabia y Galitzia. En Alemania, la unificación de 1871 trajo consigo una serie de reformas militares y restricciones sociales que provocaron el éxodo de sectores campesinos y religiosos, como los luteranos pietistas y los menonitas. Por su parte, los alemanes del Volga comenzaron a huir de las crecientes presiones rusificadoras impuestas por los zares Alejandro II y Alejandro III, lo que se tradujo en una ola migratoria sostenida hacia América, particularmente hacia Argentina.

### Cantidad de inmigrantes alemanes llegados a Entre Ríos
Según datos del Archivo General de la Nación, el número de inmigrantes alemanes (incluyendo alemanes étnicos de Rusia, Polonia, Alsacia y Austria) que arribaron y se asentaron en la provincia de Entre Ríos entre 1875 y 1914 se estima en unas 15.000 personas. Esta cifra representa un aumento considerable respecto a la etapa anterior, y se reparte entre diversas zonas del centro y norte entrerriano.
Los registros del Ministerio del Interior y de la Dirección Nacional de Migraciones indican que, entre 1880 y 1914, más de 120.000 inmigrantes alemanes arribaron a la Argentina, de los cuales entre el 10% y el 15% se establecieron en Entre Ríos. La elección de esta provincia se debió a la existencia de colonias ya formadas, la disponibilidad de tierras y la cercanía con otras comunidades germano-parlantes.
En este período también comenzaron a llegar los primeros colonos alemanes del Volga, quienes se instalaron en aldeas como Aldea San Antonio, Aldea San Rafael, Aldea Salto, Aldea Spatzenkutter y otras, todas cercanas a la actual ciudad de Crespo, Villa Domínguez, General Ramírez y Paraná. Estas aldeas se caracterizaron por una estructura comunitaria cerrada, con normas internas de convivencia, escuelas propias en idioma alemán, y una fuerte presencia de pastores protestantes o sacerdotes católicos de origen alemán.

### Características de esta etapa

#### 1. Fundación de nuevas colonias
Las nuevas oleadas migratorias permitieron la fundación de al menos 20 nuevas aldeas o colonias de origen alemán entre 1875 y 1910, tanto en tierras fiscales como en terrenos comprados por sociedades cooperativas o familiares. Algunas de las más destacadas fueron:
- Aldea San Antonio (1878)
- Aldea San Juan
- Aldea Salto (1888)
- Aldea Protestante II
- Spatzenkutter (1906)
- Aldea Jacobi
- Aldea Grapschental
- Aldea Eigenfeld
- Aldea Brasilera
- General Alvear (con presencia mixta suiza-alemana)

Estas colonias reproducían, en la medida de lo posible, el modelo de las aldeas rurales europeas, con casas alineadas, una iglesia central, cementerios propios y escuelas bilingües.

#### 2. Estructura religiosa y educativa
Uno de los pilares de esta comunidad fue su estructura religiosa autónoma. En esta etapa se consolidaron las Iglesias Evangélica del Río de la Plata (IERP) y la Iglesia Católica de rito germano, ambas con fuerte influencia sobre la vida cotidiana. Las escuelas fundadas en estas colonias enseñaban lectura, catecismo y matemáticas básicas, muchas veces con manuales importados desde Alemania o Rusia.
En algunas aldeas también se promovieron actividades corales, teatro en alemán y bibliotecas comunitarias, lo que contribuyó a preservar la lengua y cultura de origen.

#### 3. Desarrollo económico y técnico
La segunda etapa de inmigración alemana trajo también una notable transformación económica en Entre Ríos. Los colonos introdujeron técnicas agrícolas innovadoras, herramientas de tracción animal modernas y un sistema de cooperativismo agrícola temprano. Se destacaron en la producción de trigo, maíz, lino, girasol, y en la cría de ganado vacuno y porcino. Los molinos harineros, como el Molino Forclaz, sirvieron como ejemplo del avance tecnológico y la autogestión económica de estas comunidades.

#### 4. Consolidación identitaria y lingüística
Durante estas décadas, se consolidó una identidad alemana entrerriana, híbrida pero firme. El idioma alemán se mantuvo como lengua familiar, litúrgica y escolar. Incluso hacia 1910, según registros de la Iglesia Evangélica del Río de la Plata, más del 80% de los habitantes de las colonias hablaban exclusivamente alemán o dialectos como el plattdeutsch o el wolgadeutsch.
El nacionalismo argentino también intentó integrarlos a través de la escuela pública y el servicio militar, aunque muchos colonos se resistieron pacíficamente a dejar de usar su idioma y costumbres.

## Tercera etapa  (1914–1950)
La tercera etapa de la inmigración alemana en la provincia de Entre Ríos abarca un período complejo y determinante, que comprende desde el estallido de la Primera Guerra Mundial (1914), pasando por la Gran Depresión (1929), la Segunda Guerra Mundial (1939-1945), hasta los primeros años posteriores a la posguerra, alrededor de 1950. Este período estuvo marcado por cambios sociales, económicos, culturales y políticos tanto a nivel global como local, que repercutieron profundamente en las comunidades germano-argentinas de Entre Ríos.

### Contexto internacional y nacional
La Primera Guerra Mundial trajo consigo el cuestionamiento de las identidades nacionales y étnicas en todo el mundo. En Argentina, un país que había recibido a numerosos inmigrantes europeos en las décadas anteriores, la guerra generó un clima de desconfianza hacia las comunidades de origen alemán. Esto se tradujo en políticas restrictivas, vigilancia estatal y, en algunos casos, discriminación social contra los inmigrantes y sus descendientes.
La situación internacional, especialmente con la expansión del nazismo en Alemania y la Segunda Guerra Mundial, influyó en la percepción de la comunidad alemana en Argentina. Sin embargo, Entre Ríos mantuvo su dinámica interna con comunidades que buscaron preservar su identidad cultural y al mismo tiempo integrarse al contexto nacional argentino.

### Características generales de la etapa

#### 1. Disminución del flujo migratorio y llegada de refugiados
Durante la Primera Guerra Mundial, el flujo migratorio alemán hacia Argentina y específicamente a Entre Ríos sufrió un marcado descenso debido a las hostilidades, las restricciones de viaje y las condiciones económicas adversas en Europa. Sin embargo, luego de la guerra y durante la década de 1920, se registró la llegada de un nuevo perfil migratorio: refugiados políticos, religiosos y económicos que escapaban de la inestabilidad política, la pobreza y los conflictos sociales en Europa Central y del Este.
Entre 1919 y 1939, la inmigración alemana no fue masiva pero sí significativa en términos de calidad humana y cultural, con profesionales, artesanos, y dirigentes comunitarios que reforzaron las colonias ya existentes y fundaron centros culturales, deportivos y educativos.

#### 2. Impacto de las guerras mundiales en las comunidades alemanas
- Primera Guerra Mundial:   Durante esta guerra, el gobierno argentino implementó ciertas medidas de control sobre las comunidades de origen alemán, como la censura de publicaciones en alemán, la vigilancia policial y restricciones para el uso público del idioma. En Entre Ríos, los colonos alemanes continuaron trabajando la tierra y manteniendo sus tradiciones, pero con un perfil más discreto para evitar conflictos sociales.
- Segunda Guerra Mundial:   El conflicto global impactó en la vida cotidiana de las comunidades alemanas entrerrianas. El Estado argentino adoptó una postura oficial de neutralidad durante gran parte de la guerra, aunque con presiones internas y externas. En este contexto, algunos colonos y sus descendientes se vieron divididos entre su identidad germana y su lealtad al país de adopción.  En Entre Ríos, hubo una dualidad entre la preservación cultural y la integración nacional, con movimientos sociales y religiosos que promovieron la defensa de la democracia y los valores republicanos argentinos. También se produjeron tensiones sociales y políticas en torno a la sospecha hacia la comunidad germana, especialmente en zonas urbanas y rurales con fuerte presencia alemana.

#### 3. Consolidación cultural y educativa
A pesar de las dificultades políticas y sociales, las colonias alemanas de Entre Ríos durante esta etapa reforzaron sus instituciones culturales, educativas y religiosas:
- Escuelas bilingües con enseñanza en alemán y español continuaron funcionando en varias aldeas y localidades.
- Se fundaron clubes sociales y deportivos que fomentaron el uso del idioma alemán y las tradiciones folklóricas, como los grupos de danza típica y coros.
- Las iglesias protestantes y católicas alemanas mantuvieron un rol central, adaptándose a las nuevas circunstancias políticas y al proceso gradual de integración con la sociedad argentina.
- Se publicaron periódicos y revistas en alemán, aunque con menor frecuencia y circulación debido a las restricciones de la guerra.

#### 4. Evolución demográfica y económica
Según los registros censales de la época, la población de origen alemán en Entre Ríos continuó creciendo, pero a un ritmo más lento comparado con etapas anteriores. El Censo Nacional de 1947 reflejó que aproximadamente 20.000 personas de origen alemán residían en la provincia, incluyendo inmigrantes recientes y sus descendientes nacidos en Argentina.
Económicamente, las comunidades alemanas diversificaron sus actividades, integrándose en el comercio, la industria ligera y la educación, además de mantener su tradicional base agrícola. Muchos jóvenes migraron a las ciudades en busca de mejores oportunidades laborales, fomentando así una transición hacia la vida urbana.

#### 5. Procesos de integración e identidad
Entre 1914 y 1950, la identidad alemana entrerriana experimentó un proceso complejo de integración. Por un lado, las comunidades preservaron sus tradiciones, idioma y religión, y por otro, asumieron un fuerte compromiso con la nacionalidad argentina, participando en la política local, la economía y la cultura nacional.
Este proceso se vio influenciado por la educación bilingüe, el servicio militar obligatorio y el contacto con otras comunidades inmigrantes y criollas. Para mediados del siglo XX, la mayoría de los descendientes de alemanes en Entre Ríos se consideraban argentinos con raíces germánicas, una identidad híbrida y enriquecedora.

## Legado

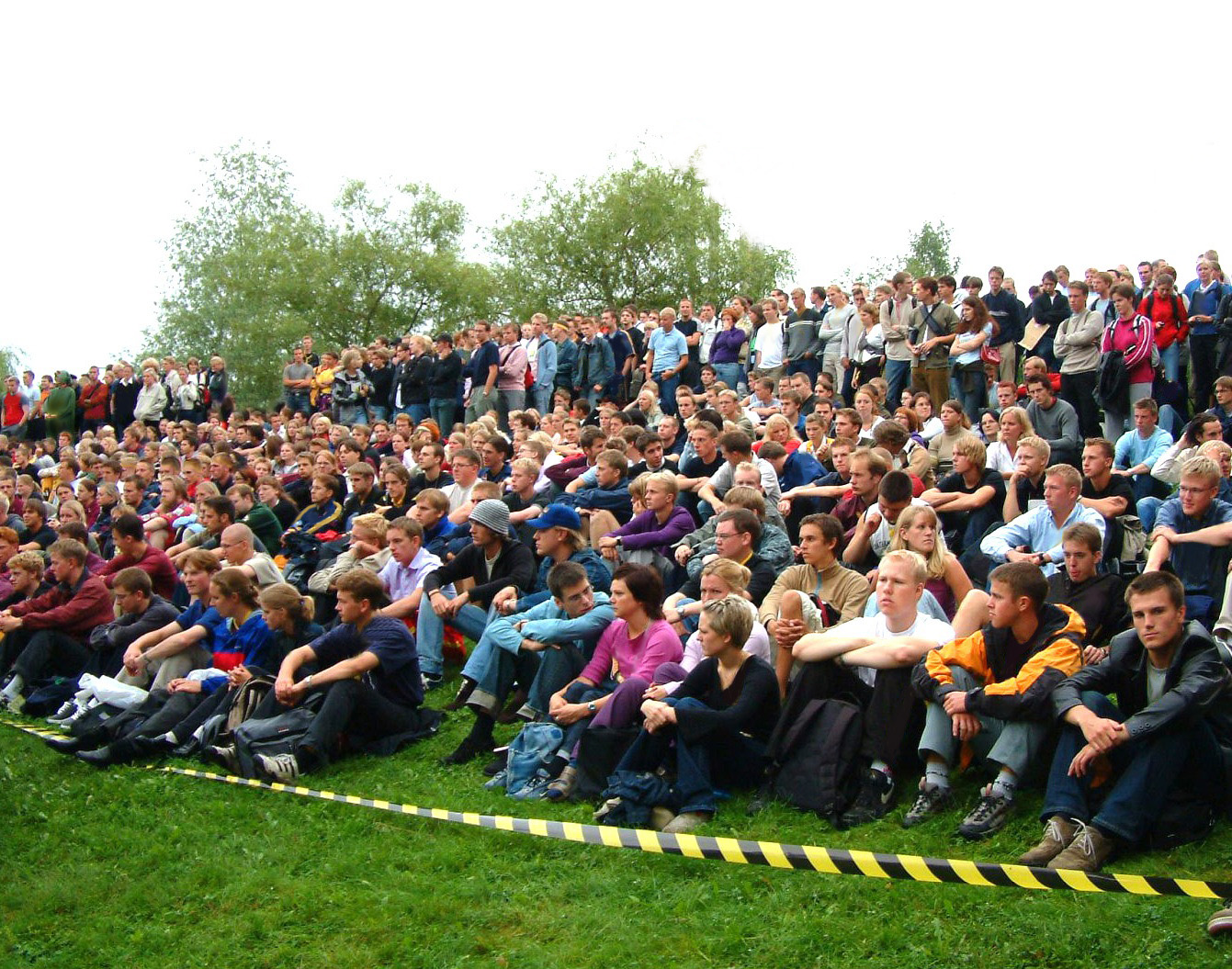
Jóvenes de Crespo, la mayoría de su población tiene ascendencia alemana del Volga

La inmigración alemana en la provincia de Entre Ríos representa uno de los procesos migratorios más significativos en la historia social y cultural de la región. Desde mediados del siglo XIX hasta bien entrado el siglo XX, miles de inmigrantes alemanes —provenientes de Alemania, Suiza, Austria, Prusia, el Volga y la región del Mar Negro— llegaron a tierras entrerrianas en busca de paz, estabilidad y oportunidades que les habían sido negadas en sus países de origen.
A través de distintas etapas históricas, que incluyeron grandes olas migratorias, períodos de estancamiento, tiempos de guerra, discriminación y también integración, la comunidad germana logró asentarse, organizarse y construir un tejido social fuerte y perdurable. Fundaron aldeas agrícolas, desarrollaron formas cooperativas de trabajo, crearon instituciones educativas y religiosas, y dejaron una profunda impronta en la arquitectura rural, las tradiciones, la gastronomía y el idioma local.
Si bien los primeros inmigrantes enfrentaron duras condiciones de vida y aislamiento, las generaciones siguientes lograron consolidarse en todos los ámbitos de la vida entrerriana: desde la economía rural hasta la educación, la política y la cultura. Las aldeas y colonias alemanas, como las ubicadas en los departamentos de Paraná, Diamante, Crespo, Nogoyá y Villaguay, continúan siendo testimonio vivo de ese legado.
A lo largo del siglo XX, y especialmente después de las guerras mundiales, las comunidades de origen alemán atravesaron un proceso de integración progresiva con la identidad nacional argentina, sin perder el respeto por sus raíces culturales y religiosas. Muchas familias lograron un equilibrio entre la preservación de sus tradiciones y su plena inserción en la sociedad argentina, generando una identidad propia: la del alemán entrerriano.
Hoy en día, descendientes de aquellos inmigrantes siguen viviendo en Entre Ríos y otras provincias, rindiendo homenaje a sus antepasados a través de festividades, danzas, comidas típicas, publicaciones, museos y actividades comunitarias. Las fiestas de colectividades, las escuelas bilingües, los coros alemanes, los templos evangélicos y católicos, así como los nombres de pueblos y familias, constituyen la huella indeleble de esta inmigración.
El estudio de la inmigración alemana no solo permite entender el pasado de Entre Ríos, sino también reflexionar sobre la riqueza del mestizaje cultural, la importancia del pluralismo y el aporte de la diversidad étnica en la construcción del presente y futuro argentino.